# AllMusic
Allmusic (prije All Music Guide ili AMG) servis je podataka o glazbi u vlasništvu All Media Guidea. Allmusic je 1991. osnovao Michael Erlewine kao vodič za potrošače.

## Sadržaj
Recezenti su Jason Ankeny, Roxanne Blanford, Marisa Brown, John Bush, Al Campbell, Eugene Chadbourne, Matt Collar, Ken Dryden, Bruce Eder, Stephen Thomas Erlewine, Katherine Fulton, Jo-Anne Greene, David Jeffries, Thom Jurek, Andy Kellman, Rudyard Kennedy, Don Kline, the late Cub Koda, Andrew Leahey, Steve Leggett, Jason Lymangrover, Scott McClintock, Greg McIntosh, Opal Louis Nations, Wilson Neate, Heather Phares, Greg Prato, Ned Raggett, Margaret Reges, Eduardo Rivadavia, John Phillip Roberts, William Ruhlmann, Tim Sendra, Michael Sutton, Rob Theakston, Richie Unterberger, Joe Viglione, Sean Westergaard i Scott Yanow.
Allmusicova baza podataka sadrži:
- Osnovni podaci: imena, žanrovi, bodovi, podatci o autorskim pravima.
- Opisni sadržaj: stilovi, melodije, raspoloženja, teme, nacionalnosti.
- Relacijski sadržaj: izvođači i albumi, utjecaji.
- Urednički sadržaj: biografije, recenzije, ljestvice.

## Vanjske poveznice
- Službena stranica